# Sizzla
Sizzla Kalonji (született Miguel Orlando Collins, Kingston 1977. április 17. –) jamaicai reggae-zenész.
A jamaicai Saint Mary megyében született hívő rasztafári apától. August Townban nőtt fel. Szokatlanul termékeny művész, még jamaicai mércével mérve is.

## Zenéje és vallása
Sizzla a rasztafári vallás ortodox "Bobo Ashanti"  ágához tartozik, akik szigorúan elutasítják a nyugati kultúra értékeit és a kolonializmust (gyarmatosítást).
Dalaiban arról a szegénységről és a reményvesztettségről énekel, amely áthatja a jamaicai fiatalságot és a világ egyéb elnyomottjait.
Bob Marleyhoz hasonlóan Sizzla is a szegénység, hajléktalanság, rendőri brutalitás, kulturális büszkeség, valamint a vallási és politikai elnyomás ellen emel szót.
Néhány dalszövegével vitát kavart, mivel egyesek azzal vádolták meg, hogy azokkal homoszexuálisok meggyilkolására buzdít.

## Lemezei

### Albumok
- Burning up (1995)
- Praise Ye Jah (1997)
- Black Woman & Child  (1997)
- Kalonji (Europe) / Freedom Cry (U.S.A.) (1998)
- Royal Son of Ethiopia (1999)
- Good Ways (1999)
- Be I Strong (1999)
- Bobo Ashanti (2000)
- Words of Truth (2000)
- Liberate Yourself (2000)
- Taking Over (2001)
- Rastafari Teach I Everything (2001)
- Black History (2001)
- Blaze Up the Chalwa (2002)
- Ghetto Revolutionary (2002)
- Up In Fire (2002)
- Da Real Thing (2002)
- Rise To The Occasion (2003)
- Light Of My World (2003)
- Speak Of Jah  (2004)
- Stay Focus (2004)
- Jah Knows Best (2004)
- Life (2004)
- Bless – Peter ice fi no (2004)
- Red Alert (2004)
- Soul Deep (2005)
- Burning Fire  (2005)
- Brighter Day (2005)
- Jah Protect (2006)
- Ain't Gonna See Us Fall (2006)
- Waterhouse Redemption (2006)
- Judgement Yard Mixtapes Volume 1: Slow Jams & Ballads (2006)
- Judgement Yard Mixtapes Volume 2: Freestyles, Demos & Flows (2006)
- Judgement Yard Mixtapes Volume 3: The Realest Thing (2006)
- Judgement Yard Mixtapes Volume 4: Dangerous Dancehall (2006)
- The Overstanding (2006)
- Children of Jah (2007)
- Rastafari (2008)